# Curemonte
Curemonte é uma comuna francesa na região administrativa da Nova Aquitânia, no departamento de Corrèze. Estende-se por uma área de 8,83 km². Em 2010 a comuna tinha 217 habitantes (densidade: 24,6 hab./km²).
Pertence à rede das As mais belas aldeias de França.